# Varicorhinus stenostoma
Varicorhinus stenostoma är en fiskart som beskrevs av Boulenger, 1910. Varicorhinus stenostoma ingår i släktet Varicorhinus och familjen karpfiskar. IUCN kategoriserar arten globalt som otillräckligt studerad. Inga underarter finns listade i Catalogue of Life.